# Santiniketan Park Association
Anne Hamilton-Byrne, conhecido também como The Family and The Great White Brotherhood é um grupo de New Age de origem na Austrália sob liderança da professora de Yoga Anne Hamilton-Byrne.